# 西岸良平
西岸 良平（さいがん りょうへい、1947年7月30日 - ）は、日本の漫画家。男性。東京都世田谷区出身。代表作は『三丁目の夕日（夕焼けの詩）』、『鎌倉ものがたり』など。

## 略歴
- 立教高等学校、立教大学経済学部卒業[2]。在学中は立教大学漫画研究会に属していた[1]。
- 1968年、『週間ティーンルック』臨時増刊8月30日号に、木村泰子との共作『蒼い星からの呼び声』掲載される。
- 1972年、『夢野平四郎の青春』で第8回ビッグコミック賞（現小学館新人コミック大賞一般部門）佳作一席に入選[1]。本格的なデビュー作となる[1]。
- 1973年、『ビッグコミックオリジナル』3月20日号より初の連載作品『プロフェッショナル列伝』の連載が始まる。
- 1974年、『夕焼けの詩』が9月20日号より連載開始する。この作品は自身最大のヒット作となり、1981年には同作で第27回小学館漫画賞青年一般部門を受賞[1]。1990年には毎日放送系でアニメ化もされた。また、1998年には「わたしの愛唱歌シリーズ第4集郵便切手」として、50円郵便切手「めだかの学校」の図案も手がけた。これは郵政省として初の漫画家による切手図案として知られる。
- 2009年、『鎌倉ものがたり』で第38回日本漫画家協会賞大賞を受賞[1]。
- 2010年春、紫綬褒章受章[3]。
- 2022年 - 画業50周年を迎え、その記念として初となる大規模展覧会を開催[4]。

## 人物
高校・大学時代の同級生にミュージシャンの細野晴臣がいる。当時漫画家を目指していた細野は、西岸の才能に感服した事で漫画家の道を諦めて音楽の道に進む決意をしたと言う。

## 作品リスト

### 連載作品
- プロフェッショナル列伝
- 三丁目の夕日（夕焼けの詩）
- 鎌倉ものがたり
- 蜃気郎
- 忍びの者
- ポーラー・レディ
- 青春奇談 赤い雲
- 青春奇談 可愛い悪魔
- ミステリアン
- たんぽぽさんの詩

### 短編集
- ヒッパルコスの海
- タイム・スクーター
- 魔術師
- 地球最後の日

## 映像化作品リスト
- 「呪いの紙人形」「赤い雲」「タイム・スクーター」 ※実写化（フジテレビ「世にも奇妙な物語」）
- アニメ「三丁目の夕日」（毎日放送）
- 見て聴く『三丁目の夕日』（小学館）
- みんなのうた「あした会おうね」（NHK 原案・監修 西岸良平）
- TVCM「ポテロング」（森永製菓 1978年放映 ※三丁目の夕日のキャラクターを使用）
- 実写映画
  - 『ALWAYS 三丁目の夕日』
  - 『ALWAYS 続・三丁目の夕日』
  - 『ALWAYS 三丁目の夕日'64』
  - 『DESTINY 鎌倉ものがたり』